# بن محمود
بن محمود یک محله در قطر است که در دوحه واقع شده‌است. بن محمود ۱٫۸ کیلومتر مربع مساحت و ۲۴٬۱۷۲ نفر جمعیت دارد.